# Tigeciclina
Tigeciclina es el primero de una nueva familia de antibacterianos de amplio espectro, las glicilciclinas.

## Farmacología
Este antibiótico es el primero disponible en clínica de la nueva familia de antibióticos glicilciclinas. estructuralmente es similar a las tetraciclinas. Presenta un esqueleto central de cuatro anillos carbocíclicos, derivando directamente de la minociclina. Tigeciclina tiene una sustitución en la posición D-9 que le confiere un amplio espectro de actividad. Inhibe la síntesis proteica por unión a la subunidad del ribosoma bacteriano 30S y es bacteriostático.

## Indicaciones
Es activo contra bacterias Gram-negativas, Gram-positivas y anaerobios - incluyendo actividad contra Staphylococcus aureus meticilin resistente (MRSA). No tiene actividad contra Pseudomonas spp. , Proteus spp y Providencia spp. Las indicaciones permitidas son infecciones de piel y tejidos blandos complicadas e infecciones intrabdominales complicadas.

## Dosificación
Se administra en infusión intravenosa lenta (30 a 60 minutos) diluido en solución salina al 0.9 % de 100ml. una primera dosis de 100 mg, seguido de 50 mg cada 12 horas posteriormente. No necesida ajustar dosis en caso de insuficiencia renal o hepática. Sólo indicado en edad adulta. No está disponible la vía oral.

## Efectos secundarios
Los efectos secundarios más comunes son diarrea, náuseas y vómitos. Las náuseas y vómitos son de leves a moderados, ocurren durante los dos primeros días. Otros efectos secundarios son dolor en zona de punción, hinchazón e irritación, variaciones en la frecuencia cardíaca.
Comparte con las tetraciclinas la presencia de fotosensibilidad. se debe evitar durante el embarazo y la infancia, debido a sus efectos sobre dientes y huesos.
Con otros antibióticos, comparte la mayor suceptibilidad al desarrollo de sobrecrecimiento bacteriano y desplazamiento de la flora bacteriana habitual.